# Омега-6-ненасыщенные жирные кислоты
Омега-6-полиненасыщенные жирные кислоты органические соединения, относятся к семейству ненасыщенных жирных кислот, имеющих двойную углерод-углеродную связь в омега-6 позиции, то есть между шестым и седьмым атомами углерода, считая от метилового конца цепи жирной кислоты.

## Список омега-6 жирных кислот
| традиционное или тривиальное название                           | липидная формула | химическое название                                                                      |
| --------------------------------------------------------------- | ---------------- | ---------------------------------------------------------------------------------------- |
| линолевая кислота (ЛК, LA)                                      | 18:2 (n−6)       | цис,цис-9,12-октадекадиеновая кислота (octadecadienoic acid)                             |
| {\displaystyle \gamma }-линоленовая кислота (GLA)               | 18:3 (n−6)       | цис,цис,цис-6,9,12-октадекатриеновая кислота (octadecatrienoic acid)                     |
| календовая кислота                                              | 18:3 (n−6)       | 8транс,10транс,12цис-октадекатриеновая кислота (octadecatrienoic acid)                   |
| Эйкозадиеновая кислота                                          | 20:2 (n−6)       | цис,цис-11,14-эйкозадиеновая кислота (eicosadienoic acid)                                |
| дигомо-{\displaystyle \gamma }-линоленовая кислота (ДГДК, DGLA) | 20:3 (n−6)       | цис,цис,цис-8,11,14-эйкозатриеновая кислота (eicosatrienoic acid)                        |
| арахидоновая кислота (АК, AA)                                   | 20:4 (n−6)       | цис, цис, цис, цис-5,8,11,14-эйкозатетраеновая (eicosatetraenoic acid)                   |
| Докозадиеновая кислота                                          | 22:2 (n−6)       | цис,цис-13,16-докозадиеновая кислота (docosadienoic acid)                                |
| адреновая (докозотетраеновая) кислота                           | 22:4 (n−6)       | цис,цис,цис,цис-7,10,13,16-докозатетраеновая кислота (docosatetraenoic acid)             |
| докозапентаеновая кислота (кислота Осбонда)                     | 22:5 (n−6)       | цис,цис,цис,цис,цис-4,7,10,13,16-докозапентаеновая кислота (docosapentaenoic acid)       |
| Тетракозатетраеновая кислота                                    | 24:4 (n−6)       | цис,цис,цис,цис-9,12,15,18-тетракозатетраеновая кислота (tetracosatetraenoic acid)       |
| Тетракозапентаеновая кислота                                    | 24:5 (n−6)       | цис,цис,цис,цис,цис-6,9,12,15,18-тетракозапентаеновая кислота (tetracosapentaenoic acid) |

## Основные пищевые источники
Омега-6 жирные кислоты содержатся в следующих пищевых продуктах:
- Льняное масло (~30%);
- Сафлоровое масло;
- Рапсовое масло;
- Овсяные отруби и овсяный протеин[1].
- Масло из зёрен пшеницы;
- Масло грецкого ореха;
- Кунжутное масло;
- Майонез;
- Маргарин (гидрогенизированный);
- Оливковое масло;
- Мясо индейки;
- Мясо курицы;
- Миндаль;
- Семена подсолнечника;
- Грецкие орехи;
- Арахисовое масло;
- Соевые бобы;
- Сало.

## Предполагаемые отрицательные эффекты потребления омега-6 кислот
Некоторые медицинские исследования подтверждают, что избыточное потребление омега-6 жирных кислот по отношению к омега-3 кислотам может увеличить риск ряда заболеваний.
Современная западная диета включает большое количество омега-6 и недостаточное омега-3 (среднее отношение омега-6 к омега-3 15:1 - 16:1).
Наилучшее соотношение — 3:1, а современный человек получает из своей диеты примерно 20:1, то есть в пять раз меньше омега-3 жирных кислот, что вызывает дисбаланс в обменных процессах, и может привести к различным заболеваниям. Для решения этой проблемы необходимо увеличивать в своей диете долю омега-3 по отношению к омега-6, принимая продукты, богатые омега-3.